# Luceria pallida
Luceria pallida är en fjärilsart som beskrevs av George Francis Hampson 1891. Luceria pallida ingår i släktet Luceria och familjen nattflyn. Inga underarter finns listade i Catalogue of Life.